# Viktor Zubarev
Viktor Yegorovich Zubarev (en cyrillique : Виктор Евгеньевич Зубарев), né le 10 avril 1973 à Aksou au Kazakhstan et mort le 18 octobre 2004 à Omsk en Russie, était un footballeur international kazakh.

## Biographie

### Sélection
Viktor Zubarev est convoqué pour la première fois par le sélectionneur national Serik Berdalin pour un match des éliminatoires de la Coupe du monde 1998 face au Pakistan le 11 juin 1997, où il marque son premier hat-trick (victoire 7 à 0).
Il compte 18 sélections et 12 buts avec l'équipe du Kazakhstan entre 1997 et 2002.

## Palmarès

### En club
- Irtych Pavlodar :
  - Champion du Kazakhstan en 1997, 1999 et 2002.

- Apollon Limassol :
  - Vainqueur de la Coupe de Chypre en 2001.

### Récompenses
- Élu footballeur kazakh de l'année en 1999.

## Statistiques

### Statistiques en club
| Saison                | Club                        | Championnat           | Championnat | Championnat | Coupe(s) nationale(s) | Coupe(s) nationale(s) | Compétition(s) continentale(s) | Compétition(s) continentale(s) | Compétition(s) continentale(s) | Kazakhstan | Kazakhstan | Total | Total |
| Saison                | Club                        | Division              | M.          | B.          | M.                    | B.                    | Comp.                          | M.                             | B.                             | M.         | B.         | M.    | B.    |
| 1993                  | Batyr Ekibastuz             | Premier-Liga          | 8           | 1           | -                     | -                     | -                              | -                              | -                              | -          | -          | 8     | 1     |
| 1994                  | Batyr Ekibastuz             | Premier-Liga          | 20          | 4           | -                     | -                     | -                              | -                              | -                              | -          | -          | 20    | 4     |
| 1995                  | Batyr Ekibastuz             | Premier-Liga          | 16          | 2           | -                     | -                     | -                              | -                              | -                              | -          | -          | 16    | 2     |
| 1996                  | Batyr Ekibastuz             | Premier-Liga          | 32          | 11          | -                     | -                     | -                              | -                              | -                              | -          | -          | 32    | 11    |
| 1997                  | Irtych Pavlodar             | Premier-Liga          | 23          | 10          | -                     | -                     | -                              | -                              | -                              | 7          | 4          | 30    | 14    |
| 1998                  | Arsenal Toula               | Pervaya-Liga          | 18          | 6           | -                     | -                     | -                              | -                              | -                              | -          | -          | 18    | 6     |
| 1998                  | Lokomotiv Nijni Novgorod    | Pervaya-Liga          | 18          | 4           | -                     | -                     | -                              | -                              | -                              | 5          | 6          | 23    | 10    |
| 1999                  | Irtych Pavlodar             | Premier-Liga          | 27          | 22          | -                     | -                     | -                              | -                              | -                              | -          | -          | 27    | 22    |
| 2000                  | Irtych Pavlodar             | Premier-Liga          | 10          | 3           | -                     | -                     | -                              | -                              | -                              | 5          | 2          | 15    | 5     |
| 2000-2001             | Apollon Limassol            | First Division        | 25          | 15          | -                     | -                     | -                              | -                              | -                              | -          | -          | 25    | 15    |
| 2001-2002             | Apollon Limassol            | First Division        | 17          | 8           | -                     | -                     | C3                             | 4                              | 2                              | -          | -          | 21    | 10    |
| 2002                  | Irtych Pavlodar             | Premier-Liga          | 29          | 8           | -                     | -                     | -                              | -                              | -                              | 1          | 0          | 30    | 8     |
| 2003                  | Irtych Pavlodar             | Premier-Liga          | 5           | 0           | -                     | -                     | -                              | -                              | -                              | -          | -          | 5     | 0     |
| 2003                  | Yesil-Bogatyr Petropavlovsk | Premier-Liga          | 13          | 7           | -                     | -                     | -                              | -                              | -                              | -          | -          | 13    | 7     |
| 2004                  | Yesil-Bogatyr Petropavlovsk | Premier-Liga          | 23          | 9           | -                     | -                     | -                              | -                              | -                              | -          | -          | 23    | 9     |
| Total sur la carrière | Total sur la carrière       | Total sur la carrière | 284         | 110         | -                     | -                     | -                              | 4                              | 2                              | 18         | 12         | 306   | 124   |

### Buts en sélection
Le tableau suivant liste les résultats de tous les buts inscrits par Viktor Zubarev avec l'équipe du Kazakhstan.